# Nathaniel Lyon
Pour les articles homonymes, voir Lyon (homonymie).
Nathaniel Lyon, né le 14 juillet 1818 à Ashford (Comté de Windham, Connecticut) et mort le 10 août 1861 à Springfield (Missouri), est un général de l'Union durant la Guerre de Sécession
Il meurt lors de la bataille de Wilson's Creek.

## Biographie

### Avant la guerre
Nathaniel Lyon est diplômé de l'Académie militaire de West Point en 1841,. Il est promu second lieutenant dans le 2nd U.S. Infantry le 1er juillet 1841. Il est promu premier lieutenant le 16 février 1847.
Il participe aux luttes contre les Séminoles puis à la guerre américano-mexicaine. Lieutenant après la bataille de Mexico, il est breveté capitaine le 20 août 1847 pour « bravoure et conduite méritoire lors des batailles des Contreras et de Churubusco ». En 1850, il prend part aux massacres des indiens Pomo à Clear Lake en Californie. 
Il est promu capitaine le 11 juin 1851.

### Guerre de Sécession
Devenu républicain et abolitionniste, il s'engage chez les Nordistes lors de la Guerre de Sécession. Il sert alors à Saint-Louis dans le Missouri et est impliqué dans l'Affaire du camp Jackson, ses troupes ouvrant le feu sur des civils. 
Nommé Brigadier général des volontaires le 12 mai 1861 dans le Missouri, il commande l'armée de l'Ouest. Il prend Jefferson City et instaure un nouveau gouvernement dans le Missouri.
Il est tué au combat le 10 août 1861 lors de la bataille de Wilson's Creek à Rolla d'une balle dans la tête.